# Rodovia Akzo Nobel
A Rodovia Akzo Nobel é uma via do Estado de São Paulo, Brasil. Ela faz a ligação da Estrada do Poste e da Estrada Municipal Joaquim Bueno Neto ao centro de Itupeva.